# Dapayk

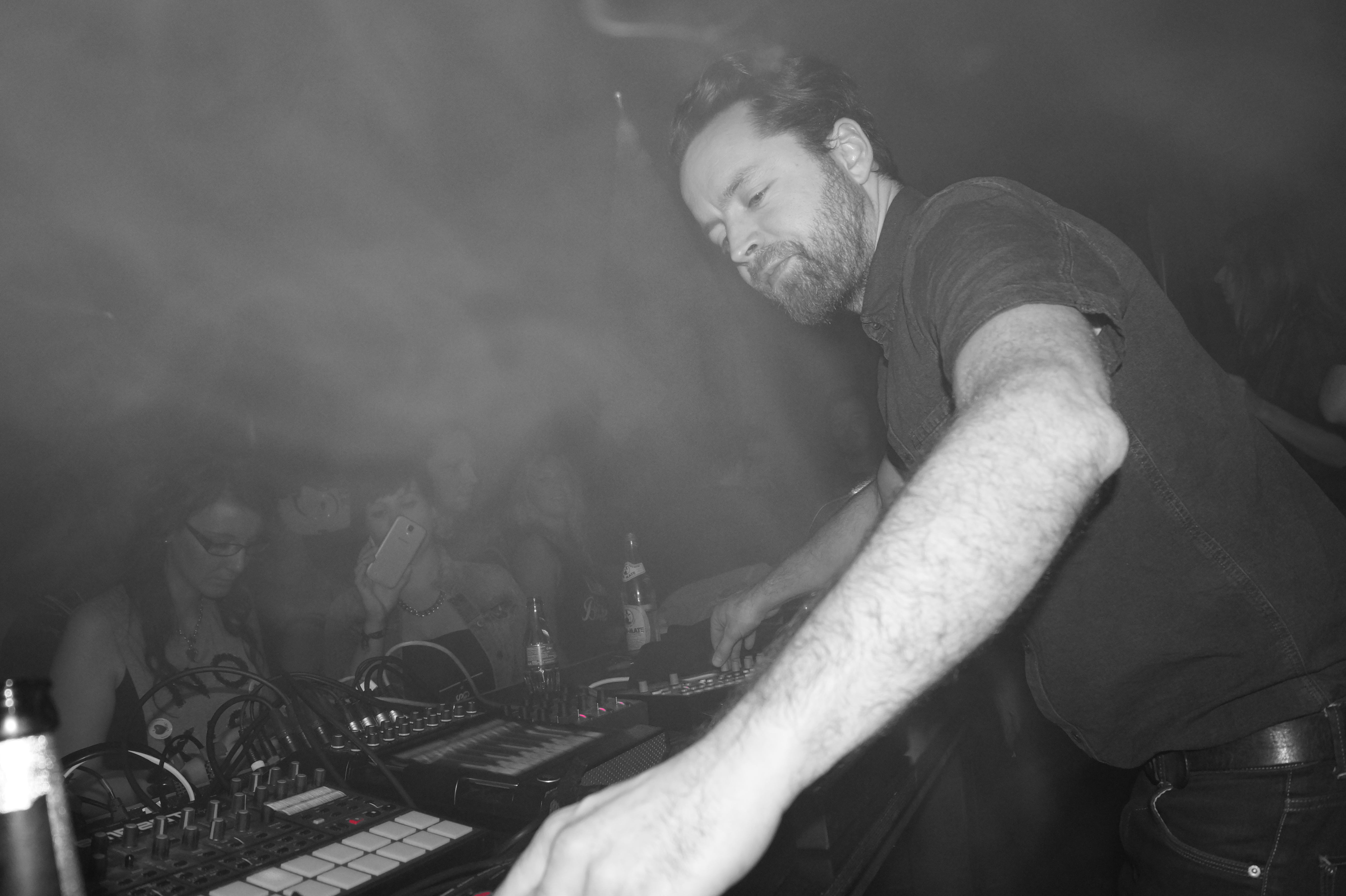
Dapayk @ I Love Vinyl Wintersession 2013

Dapayk ist der Künstlername des deutschen Musikers, Labelbetreibers und Technoproduzenten Niklas Worgt (* 8. Februar 1978 in Bad Frankenhausen, Kreis Artern, Bezirk Halle, DDR). Er gehört in Deutschland zu den Protagonisten des Minimal Techno.

## Biografie

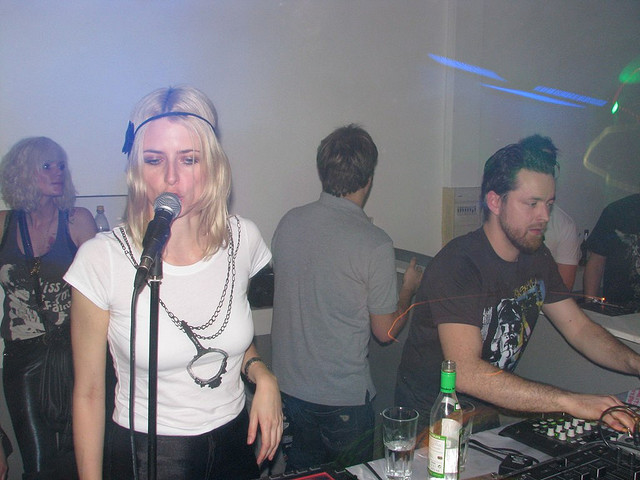
Dapayk & Padberg (2009)

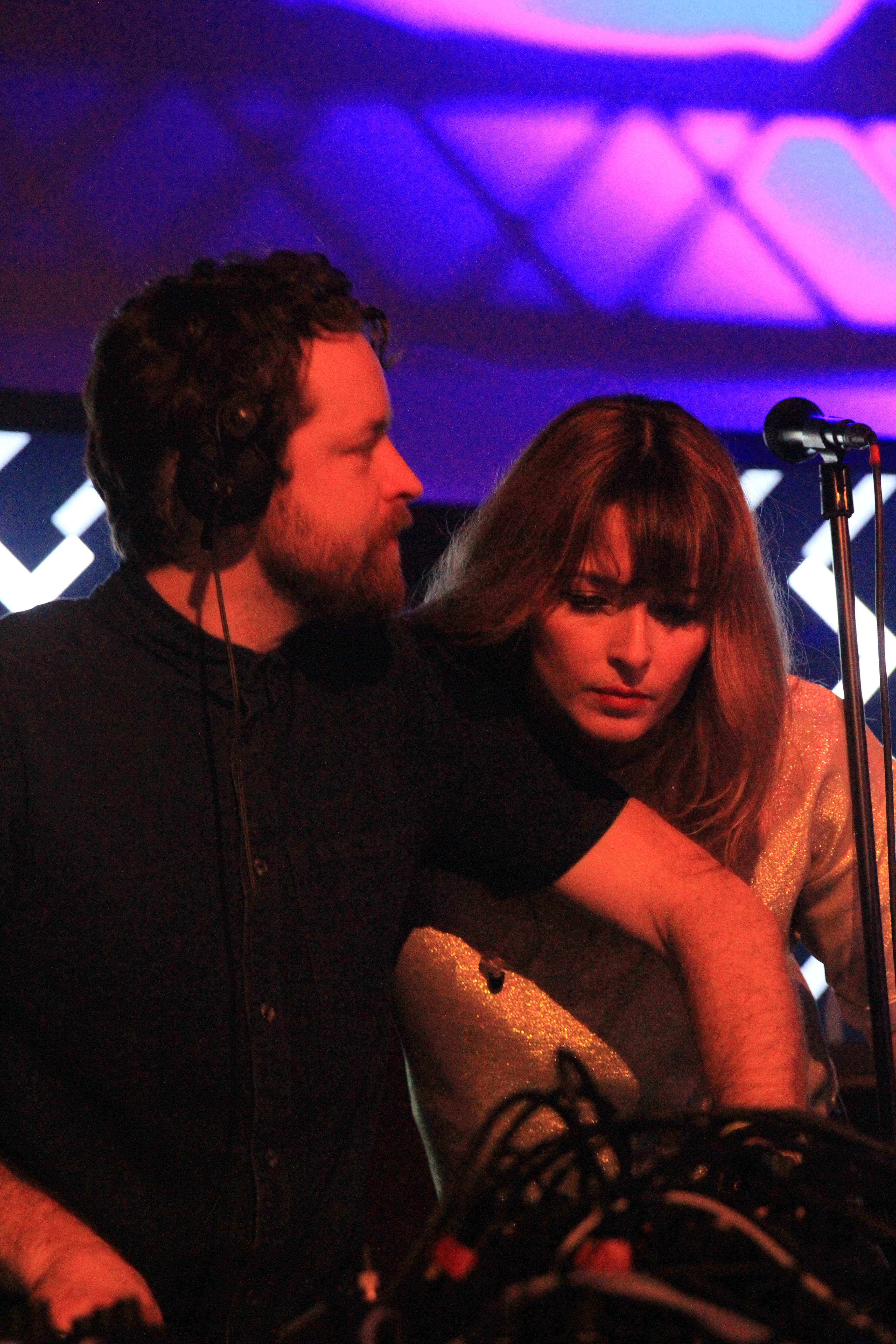
Dapayk & Padberg bei der Winterworld 2014

In Thüringen geboren, kam Dapayk in den frühen 1990er Jahren zunächst mit Broken-Beats und Drum and Bass in Kontakt. Seine ersten Auftritte erfolgten unter dem Drum-and-Bass-Live-Act „Frauds in White“ und markieren den Anfang seiner Karriere in der elektronischen Musik. Mit „Frauds in White“ und seinem anderen damaligen Alter Ego „Sonstware“ etablierte Dapayk sich als bekannter Resident in Mitteldeutschland.
Nach den ersten Veröffentlichungen gründete Dapayk 2000 sein Label Mo’s Ferry Productions, das sich Veröffentlichungen von minimalistischem Techno widmet. 2005 kamen die Sublabel Fenou, und 2006 Rrygular hinzu. 2019 kam es zur Gründung der Plattform Sonderling Records mit dem Label Sonderling Berlin.
Seinen heutigen Stellenwert im Minimal-Techno erarbeitete er sich mit Auftritten als Liveact, Remixer und verschiedenen Kooperationen. Mit seiner Ehefrau, dem Fotomodell Eva Padberg, betreibt er das Projekt Dapayk & Padberg.
Neben seinen eigenen Labels veröffentlicht Dapayk unter anderem auf Katermukke, Stil vor Talent, Herzblut, Karloff, Textone, Orac, Contexterrior, Trapez, Resopal Schallware und Friends of Tomorrow. Dapayk veröffentlichte des Weiteren verschiedene Soloarbeiten unter anderen Pseudonymen, unter anderem als „Marek Bois“ auf Trapez und Rrygular.
Dapayk ist weiterhin als Studioproduzent für Künstler wie Monika Kruse, Marcel Knopf & Kleinschmager Audio tätig.
Mo’s Ferry Productions wurde Ende 2020 eingestellt, da laut Dapayk kein gemeinsames Ziel mehr zu erkennen war. Schon ein Jahr vorher hatte er begonnen, mit Sonderling Records eine neue Basis für seine Releases aufzubauen. Sublabels, wie Rohling und Fruehling, folgten und lassen nun wieder Raum für Experimente, ohne dabei an strikte Zeitpläne gebunden zu sein.

## Privatleben
Am 29. Juli 2006 heiratete Niklas Worgt nach zehnjähriger Partnerschaft das Fotomodell Eva Padberg, die auch seine musikalische Partnerin im Duo Dapayk & Padberg ist. Sie wohnen seit 2013 in der Uckermark auf einem Hof nördlich von Prenzlau.

## Sound
Dapayk selbst bezeichnet seinen Sound als „Frickel“. Klangtechnisch lässt er experimentell einzelne musikalische Kunstformen von Minimal, „Electronica“ und Breakbeats anspruchsvoll ineinander fließen. 2018 hat Niklas Worgt mit dem Musiker VARS eine gemeinsame Single herausgebracht. 2019 arbeiteten sie an ihrem gemeinsamen Album Streets & Bridges.

## Diskografie

### Albenübersicht
| Title | Jahr                   | Anmerkungen |
| ----- | ---------------------- | --- |
| 2005  | Close Up               | Das Debütalbum von Dapayk & Padberg fokussierte Rave und Techhouse. |
| 2006  | Impulsion Parasite     | Dapayks Solo-Debütalbum ist zwischen Clubfloor und experimentellerem Sound angelegt. Die CD-Version enthält zusätzlich eine zweite CD mit reinen „Listening-Electronica“-Stücken. |
| 2007  | Black Beauty           | Zweites Album von Dapayk & Padberg. Wurde in Szenekreisen als Antwort auf den Niedergang des Vinyls in der DJ-Szene stilisiert. Ihr zweites Werk weist in sich verwischende Einflüsse von Minimal-Techno und Pop auf, gleichzeitig spielen stark betonte Hip-Hop-Soundcollagen eine Rolle. |
| 2008  | Boissche Untiefen      | Dapayks Debütalbum unter seinem Alter Ego „Marek Bois“ lebt Minimal-Techno und bildet mit einem Hang zum Rave den Mittelpunkt des Albums. |
| 2008  | Devil’s House          | Dapayks zweites Soloalbum zeichnet sich durch einen düsteren Touch aus. Neben tanzflächenorientierten Stücken ist der Einfluss von Breakbeat-Elementen deutlich zu hören. |
| 2010  | Decade One (2000–2010) | Ein Rückblick über die erste Schaffensperiode mit vielen bisher unveröffentlichten Titeln und remasterten Material. Ein deutlich von Jazzeinflüssen geprägtes Doppelalbum. |
| 2012  | Sweet Nothings         | 2012 erschien das dritte Album von Dapayk & Padberg. Es sei von melodiösem Techno geprägt, äußerten sich die beiden in einem Interview. |
| 2013  | Smoke                  | Das vierte Album von Dapayk & Padberg erschien im September 2013. Smoke wendet sich von der Tanzfläche ab und der Listening-Electronica zu. Das Album verwendet verstärkt Dubstep-Elemente, sowie songartige Strukturen.                                                                   |
| 2015  | #nofilter              | Laut Dapayk „linearer, reduzierter und analoger“ als vorangegangenes Material. |
| 2017  | Harbour                | Dapayk & Padberg vollenden den Schritt in Richtung Listening Electronica/Downbeats. |
| 2018  | The Calling            | Dapayks Soloalbum wendet sich wieder stärker dem Dancefloor zu. The Calling ist ein sommerliches Album zwischen Deep- & Techhouse. |
| 2020  | Decade Two: 2020 Love  | Unter neuem Label soll nun das Album, welches laut Dapayk im Frankreich-Urlaub entstanden ist, mit chilligen Beats „für Zuhause“ das Jahr 2020 rückblickend betrachten. Auf dem Album finden sich allerdings auch einige Clubtracks.                                                       |
| 2024  | In Between             | Das sechste Album von Dapayk & Padberg erschien im Juni 2024. |

## Diskografie (Auszug)
| Name              | Titel                       | Label                  |
| ----------------- | --------------------------- | ---------------------- |
| Dapayk (solo)     | Impulsion Parasite [Album]  | Mo’s Ferry Productions |
| Dapayk (solo)     | Impulsion Parasite [Single] | Mo’s Ferry Productions |
| Marek Bois        | Mampe halb/halb             | Rrygular               |
| Marek Bois        | You Got Good Ash Rmxs       | Trapez                 |
| Dapayk (solo)     | Effessefedepp               | Karloff                |
| Marek Bois        | Fake EP                     | Rrygular               |
| Marek Bois        | Boisboisbois                | Trapez                 |
| Dapayk (solo)     | Giornata                    | Friends of Tomorrow    |
| Dapayk (solo)     | Untergelgen EP              | Orac                   |
| Dapayk (solo)     | Fat Kid’s Choice            | Resopal                |
| Dapayk & Padberg  | Close Up [Album]            | Mo’s Ferry Productions |
| Dapayk & Midnight | Fenou01                     | Fenou                  |
| Dapayk (solo)     | Marek & das Polenpony       | Karloff                |
| Dapayk & Padberg  | Maze                        | Mo’s Ferry Productions |
| Dapayk (solo)     | Daypack                     | Mo’s Ferry Productions |
| Dapayk (solo)     | Black, White, Orange, Lines | Textone                |
| Dapayk & Padberg  | Dirty White                 | Mo’s Ferry Productions |
| Dapayk & Padberg  | Semaphore                   | Mo’s Ferry Productions |
| Dapayk & Padberg  | Think & Speak               | Mo’s Ferry Productions |
| Dapayk & Padberg  | Godess                      | Mo’s Ferry Productions |
| Dapayk (solo)     | Heimweh                     | Mo’s Ferry Productions |
| Dapayk (solo)     | TPZ EP                      | Mo’s Ferry Productions |
| Dapayk (solo)     | Call Me Names               | DPK                    |
| Dapayk & Padberg  | Sink This Ship              | Mo's Ferry Productions |
| Dapayk & VARS     | Streets & Bridges [Album]   | Ritter Butzke Studio   |
| Dapayk (solo)     | Decade Two: 2020 Love       | Sonderling Berlin      |
| Dapayk & Padberg  | In Between                  | Fruehling              |

### Remixes (Auszug)
| Name                 | Titel               | Label                  |
| -------------------- | ------------------- | ---------------------- |
| Saint Ibot           | Tschäkk             | TFE Records            |
| Koefer & Strube      | Arbeitshypothese    | WhirlPoolSexMusic      |
| Hacienda             | h.a.c.i.e.n.d.a.    | Ministry of Sound      |
| Mathias Schaffhäuser | Coincidance         | Ware                   |
| Alland Byallo        | My Nightlight       | NightLightMusic        |
| Tanaka Hideyuki      | Wicked Loop in Life | Mo’s Ferry Productions |
| Deladap              | Cza Manca           | Eccochamber            |
| Malou                | Worldplay           | Discowax               |
| Nitsch & Gleinser    | Rollbots            | Karatemusik            |

## Auszeichnungen
2005 erreichte das 1. Album von Dapayk & Padberg „Close Up“ die Top 10 in den Charts der Magazine Groove und de:Bug. 2007 erhielt das Projekt Dapayk & Padberg vom Musikexpress den StyleAward in der Kategorie „Performer – Domestic“.